# Tabanus hirsutus
Tabanus hirsutus är en tvåvingeart som beskrevs av Charles Joseph de Villers 1789. Tabanus hirsutus ingår i släktet Tabanus och familjen bromsar. Inga underarter finns listade i Catalogue of Life.